# Операция Sea Dragon
Операция Sea Dragon (англ. Operation Sea Dragon) представляла собой серию военно-морских операций, проводимых под руководством США во время войны во Вьетнаме. Начавшись в октябре 1966 года, операция была направлена на перехват морских линий снабжения, ведущих из Северного Вьетнама в Южный Вьетнам, а также на уничтожение наземных целей с использованием морской артиллерии.  Основные силы операции входили в состав оперативной группы 70.8 (англ. Task Force 70.8), которая специализировалась на морской бомбардировке прибрежных территорий.
Первые действия в рамках операции начались 25 октября 1966 года, когда эсминцы ВМС США Mansfield и Hanson из Седьмого флота приступили к патрулированию у побережья провинции Куангчи. Их задачей был перехват и уничтожение водных судов снабжения, которые перевозили грузы и личный состав из Северного Вьетнама в районы южнее Демилитаризованной зоны. Хотя первые рейды оказались малоэффективными, к февралю 1967 года операции расширились на 370 км к северу от демилитаризованной зоны, достигнув 20-й параллели. На пике активности, в мае 1967 года, в операции участвовали два крейсера и 12 эсминцев, которые наносили удары по ключевым объектам, включая радиолокационные станции, судоремонтные предприятия, мосты и ракетным установкам класса «земля-воздух». По данным Седьмого флота, за год операции «Sea Dragon» удалось потопить или повредить около 2 000 судов снабжения.
В операции также принимали участие корабли Королевского австралийского флота, включая HMAS Perth, HMAS Hobart, HMAS Brisbane и HMAS Vendetta, которые входили в состав сил операции «Sea Dragon».
Операция не обошлась без потерь. За время её проведения 29 кораблей получили повреждения от огня береговых батарей, пять моряков погибли и 26 были ранены. К апрелю 1968 года зона операций была сокращена до территории ниже 19-й параллели, что составило всего 240 км к северу от демилитаризованной зоны. Окончательно операция завершилась 31 октября 1968 года, когда президент США Линдон Джонсон приказал прекратить все атаки на Северный Вьетнам. Силы Седьмого флота были отведены к югу от демилитаризованной зоны, что положило конец одной из самых масштабных морских операций Вьетнамской войны.